# Maxomys panglima
Maxomys panglima là một loài động vật có vú trong họ Chuột, bộ Gặm nhấm. Loài này được Robinson mô tả năm 1921.